# 美国驻新加坡大使馆
美国驻新加坡大使馆（英語：Embassy of the United States, Singapore）是美国设立在新加坡的外交代表機構，位于納比雅路27号。它是美国在亚太地区最大的使领馆之一，负责美国在这个地区的外交事务。驻新加坡大使馆还为在新加坡的美国公民提供协助，为新加坡人提供签证服务（新加坡为免签证计划的一部分，新加坡护照持有者可以免签证进入美国进行不超过90天的短期旅游或商务活动。不过其他原因的旅行可能需要美国大使馆发放签证）。美國駐新加坡大使館館長是2021年12月6日就任的大使约纳坦·卡普兰。